# Диарра, Элеа-Марьяма
Эле́а-Марья́ма Диарра́ (фр. Elea-Mariama Diarra; род. 8 марта 1990, Лион, Франция) — французская легкоатлетка, специализирующаяся в беге на 400 метров. Чемпионка Европы 2015 года в помещении в эстафете 4×400 метров. Чемпионка Франции в беге на 400 метров (2011). Член сборной Франции на летних Олимпийских играх (2012, 2016).

## Биография
Тренируется под руководством Грегори Дюваля в клубе Décines Meyzieu Athlétisme (Лион).
Наивысших успехов добилась в составе эстафетных команд. В 2009 году — бронзовая медаль чемпионата Европы среди юниоров (до 20 лет), в 2011 — награда аналогичного достоинства на молодёжном первенстве континента (спортсмены до 23 лет). В индивидуальном зачёте на этих турнирах ей не удалось пробиться в финал.
В 2011 году неожиданно выиграла чемпионат Франции, установив в финале личный рекорд 53,01. Этого результата оказалось достаточно, чтобы обойти сильных соперниц Мари Гайо и Мюриель Юрти.
На чемпионате Европы 2012 года помогла сборной Франции выйти в финал, но за решающим забегом наблюдала в качестве зрителя: тренеры заменили её, а команда в итоге завоевала серебряные медали. Ситуация повторилась спустя 4 года на чемпионате Европы в Амстердаме (и снова сборная Франции пришла к финишу второй).
На зимнем чемпионате Европы 2015 года помогла своей команде выиграть эстафету 4×400 метров, выступая на 2-м этапе.
Участница двух летних Олимпийских игр. В 2012 году она была в составе сборной, но не вошла в окончательный вариант эстафетного квартета. На Олимпийских играх 2016 года она вновь оказалась в числе девушек, претендующих на участие в эстафете. Часть средств на подготовку к Играм в Рио-де-Жанейро Элеа собрала с помощью краудфандинга посредством интернет-платформы Sponsorise.me (поставленная цель в 3500 евро была успешно достигнута). Однако в Бразилии она вновь осталась в качестве зрителя, не попав в состав эстафетной четвёрки.
Имеет высшее образование в сфере экономики, менеджмента и маркетинга. Закончила Христианский университет Абилина (Техас, США).

## Основные результаты
| Год  | Турнир                          | Место проведения          | Дисциплина               | Место       | Результат |
| ---- | ------------------------------- | ------------------------- | ------------------------ | ----------- | --------- |
| 2009 | Чемпионат Европы среди юниоров  | Нови-Сад, Сербия          | 400 м                    | 10-е (заб.) | 55,43     |
| 2009 | Чемпионат Европы среди юниоров  | Нови-Сад, Сербия          | эстафета 4×400 м         | 3-е         | 3.39,62   |
| 2011 | Чемпионат Европы среди молодёжи | Острава, Чехия            | 400 м                    | 9-е (заб.)  | 53,99     |
| 2011 | Чемпионат Европы среди молодёжи | Острава, Чехия            | эстафета 4×400 м         | 3-е         | 3.31,73   |
| 2012 | Чемпионат Европы                | Хельсинки, Финляндия      | эстафета 4×400 м         | 1-е (заб.)  | 3.29,03   |
| 2014 | Командный чемпионат Европы      | Брауншвейг, Германия      | эстафета 4×400 м         | 3-е         | 3.28,35   |
| 2015 | Чемпионат Европы в помещении    | Прага, Чехия              | эстафета 4×400 м         | 1-е         | 3.31,61   |
| 2015 | Чемпионат мира по эстафетам     | Нассау, Багамские Острова | эстафета 4×400 м         | 4-е         | 3.26,68   |
| 2015 | Чемпионат мира по эстафетам     | Нассау, Багамские Острова | шведская эстафета 4000 м | 6-е         | 11.06,33  |
| 2015 | Командный чемпионат Европы      | Чебоксары, Россия         | эстафета 4×400 м         | 2-е         | 3.28,84   |
| 2016 | Чемпионат Европы                | Амстердам, Нидерланды     | эстафета 4×400 м         | 5-е (заб.)  | 3.28,38   |